# Phintias (Maler)

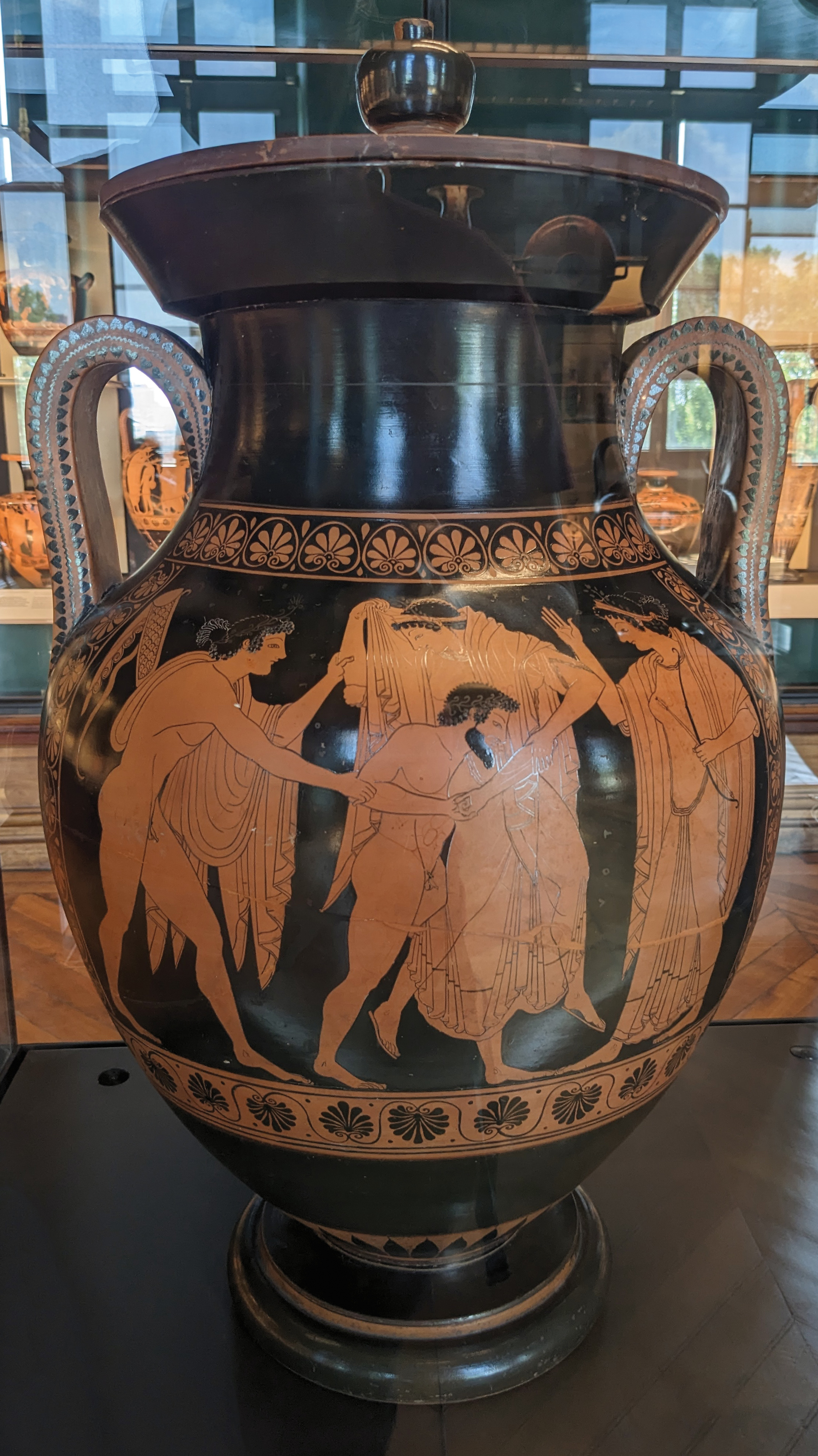
Amphora, Paris, Louvre G 42, um 515 v. Chr., Tityos entführt Leto

Phintias (altgriechisch Φιντίας) war ein griechischer Töpfer und Vasenmaler, der zwischen 525 und 510 v. Chr. in Athen tätig war. Er gehört mit Euphronios und Euthymides zu den bedeutendsten Vertretern der sogenannten Pioniergruppe der rotfigurigen Vasenmalerei.

## Charakterisierung seines Werkes
Die Anfänge von Phintias liegen noch in der „Vorpionier-Zeit“, weshalb sein Malstil etwas altertümlicher wirkt als der anderer Vertreter der Pioniergruppe. Einflüsse der frühen Vertreter der rotfigurigen Malerei wie Psiax und Oltos sind erkennbar. Manche Techniken der schwarzfigurigen Malerei wie die Ritzung der Konturen oder schwarzfigurige Ornamentleisten im schwarzfigurigen Stil benutzt er auch noch während der Pionierzeit. Seine Zeichnungen werden als klar, schnörkellos, sorgfältig und genau, aber auch als schwunglos, seine Kompositionen als spannungsarm und etwas steif bezeichnet.
Das Repertoire der Bilder des Phintias hingegen ist reichhaltig. Er malte Alltagsszenen, Hetärensymposien und Musikunterricht sowie mythologische Szenen. Auch das Repertoire der von ihm bemalten Vasenformen ist reichhaltig. Er bemalte Amphoren, Hydrien, Kratere, Peliken, Psyktere und vor allem Schalen. Wie auch die anderen Vertreter der Pioniergruppe versah er viele seiner Vasen mit Inschriften, auf zwei Vasen schrieb er Figuren die Namen von Töpferkollegen bei: Euthymides und Sosias.

## Signierte Werke
Es sind zehn Vasen mit seiner Signatur erhalten, von denen sieben Maler- und drei Töpferarbeiten sind. Dabei fällt der große Unterschied der Schreibweisen bei seinen Signaturen auf.
signiert als Maler  (ΦΙΝΤΙΑΣ ΕΓΡΑΦΣΕΝ, „egraphsen“)

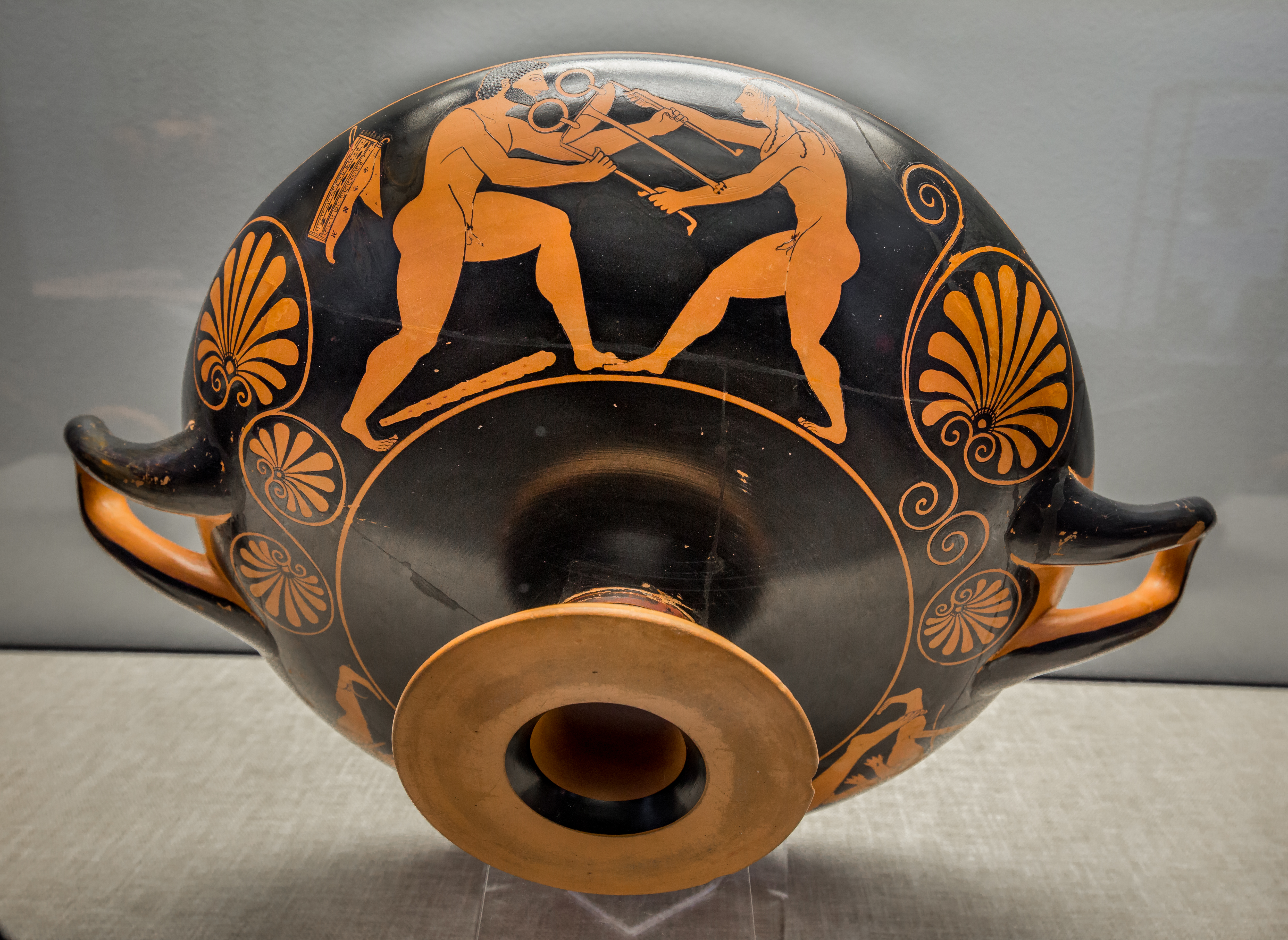
Signierte Schale, München Staatliche Antikensammlungen 2590, Herakles und Apollon ringen um den Dreifuß

- ARV² 23, 2: Amphora, Tarquinia, Museo Archeologico Nazionale Tarquiniense RC 6843 Beazley Archive
- ARV² 23, 3 Pelike, Louvre Cp 10784 Beazley Archive
- ARV² 24, 9 Hydria, London 1843,1103.8 (E 159) Beazley Archive; Museumsdatenbank
- ARV² 24, 12 Schale, München, Staatliche Antikensammlungen 2590 (Töpfersignatur des Deiniades) Beazley Archive
- ARV² 1620, 12bis: Schale Malibu, J. Paul Getty Museum 80.AE.31 Beazley Archive; Museumsdatenbank
- ARV² 1700, 12ter: Schale, Karlsruhe, Badisches Landesmuseum 63/104 Beazley Archive; Museumsdatenbank
- ARV² 24, 14 Schale, Baltimore, Johns Hopkins University Archaeological Museum B 4, ehem. Sammlung David Moore Robinson Beazley Archive, Museumsdatenbank

signiert als Töpfer (ΦΙΝΤΙΑΣ ΕΠΟΙΕΣΕΝ, „epoiesen“)

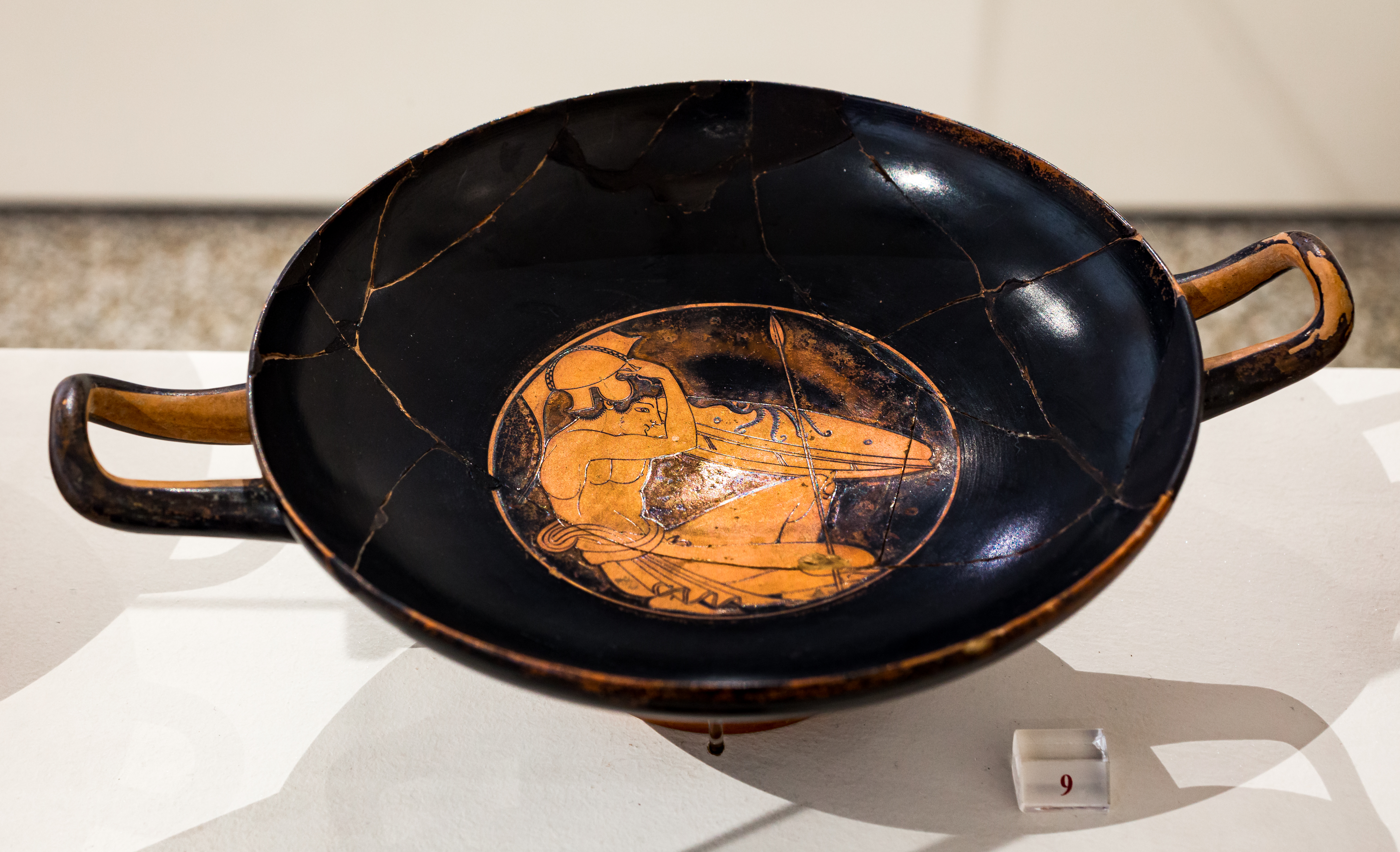
Signierte Schale, Athen, Nationalmuseum 1628

- ARV² 25, 1: Schale, Athen, Nationalmuseum 1628 Beazley Archive[6]
- ARV² 25, 2: Muschelaryballos, Eleusis Beazley Archive
- ARV² 25, 3: Muschelaryballos, Athen, Nationalmuseum Akr. 873 Beazley Archive